# Štítarský potok (přítok Mrliny)
Štítarský potok pramení v katastru obce Převýšov v okrese Hradec Králové a severně od Křince v okrese Nymburk se vlévá do Mrliny, jako její levostranný přítok.

## Popis toku
Štítarský potok pramení u silnice č. 11 východně od Lovčic v přírodní památce Olešnice. Stáčí se pod silnici a teče severozápadním směrem. U hřiště v Lovčicích ho napájí jedna vodoteč zleva. Od vlakové zastávky Lovčice obec pokračuje severozápadním směrem. Zde se do něho vlévá další vodoteč zleva.
U Slibovic se pak otočí na západ. Zprava pojme vody dvou bezejmenných potoků, proteče vodní nádrží ve Slibovicích a pokračuje dál. Za Slibovicemi se do něj vlévá zleva Slibovický potok. Tok se otáčí severozápadním směrem a před vsí Běrunice se do něj vlévá jeden bezejmenný tok zleva. Další potok zleva se vlévá za zemědělským družstvem. Zde se Štítarský potok otočí zcela na sever. Záhy se ale zlomí zcela na západ a ještě před tím přijme vody Hlínovské svodnice.
Vlní se. Jihozápadně od Běruniček se stáčí opět k severu a zleva so do něj vlévá Dlouhopolský potok, následně zprava Běruničský potok. Poté další potok zleva. Západně od Městce Králové napájí tzv. Továrenské rybníky, neprotéká však jimi. Podteče pod ulicí T. G. Masaryka a ve velkých meandrech pokračuje na severozápad. Zde ho sytí Kamenecká svodnice z tzv. Máchova jezírka, které tvoří břeh Štítarského potoka. Poté zprava přitéká Střihovský potok a zleva dva bezejmenné a následně také zleva potok Jeptiška. Všechny tyto potoky tečou od Městce Králové. Za Jeptiškou zprava pak Svolečská svodnice. A další bezejmenný potok zprava před vsí Vinice, kdy se potok otočí k západu.

## Galerie

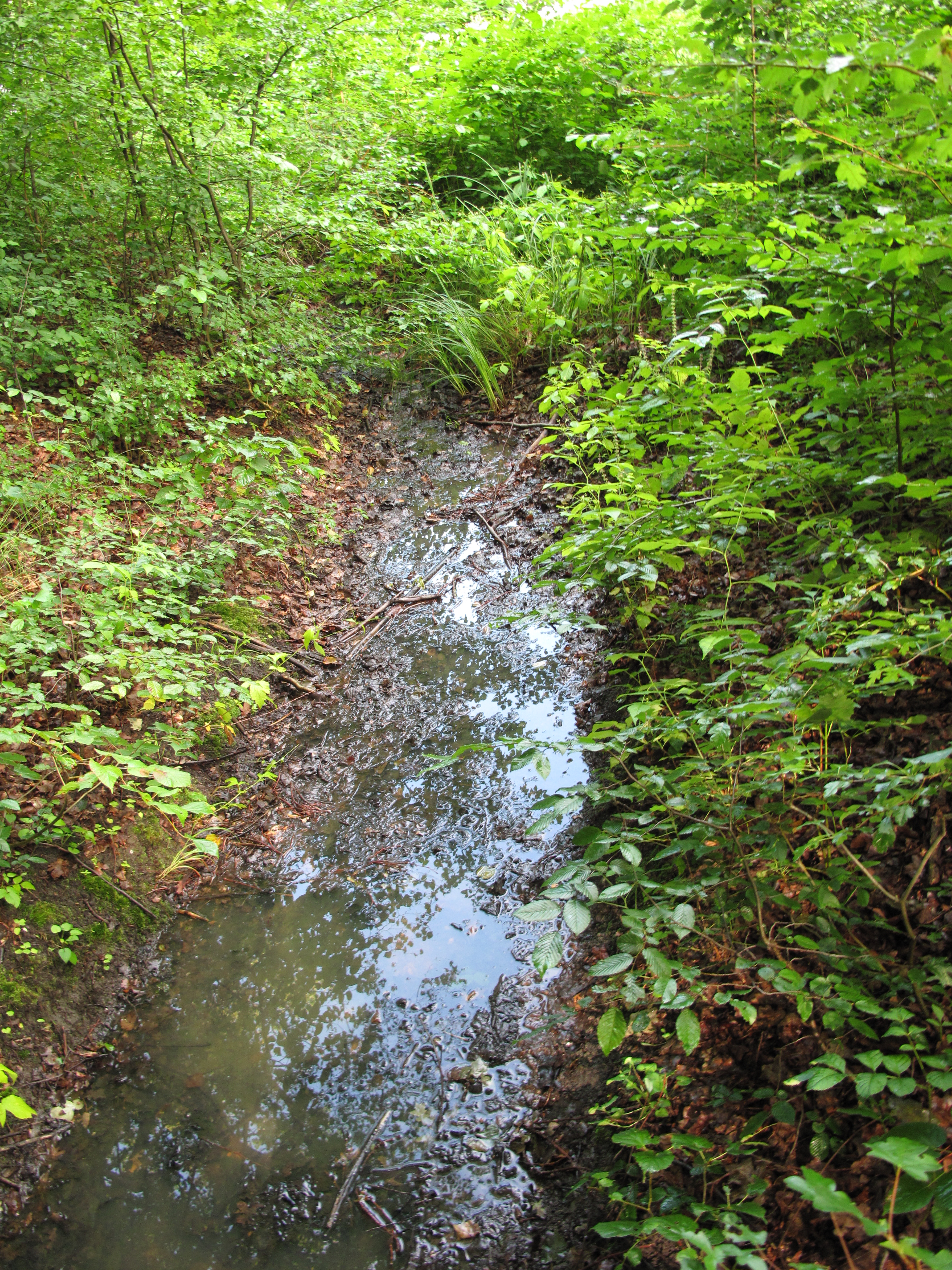
U pramene
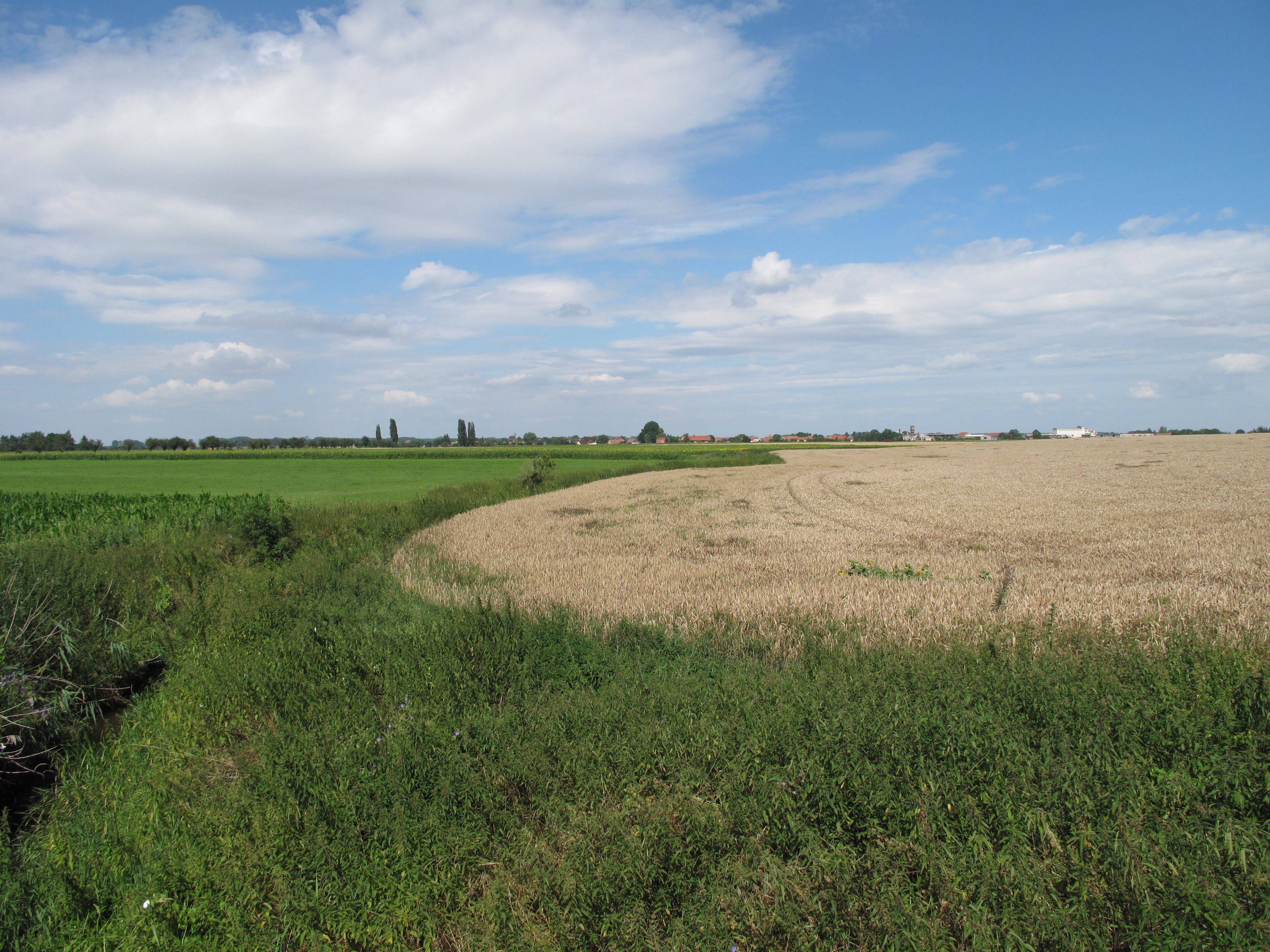
V polích
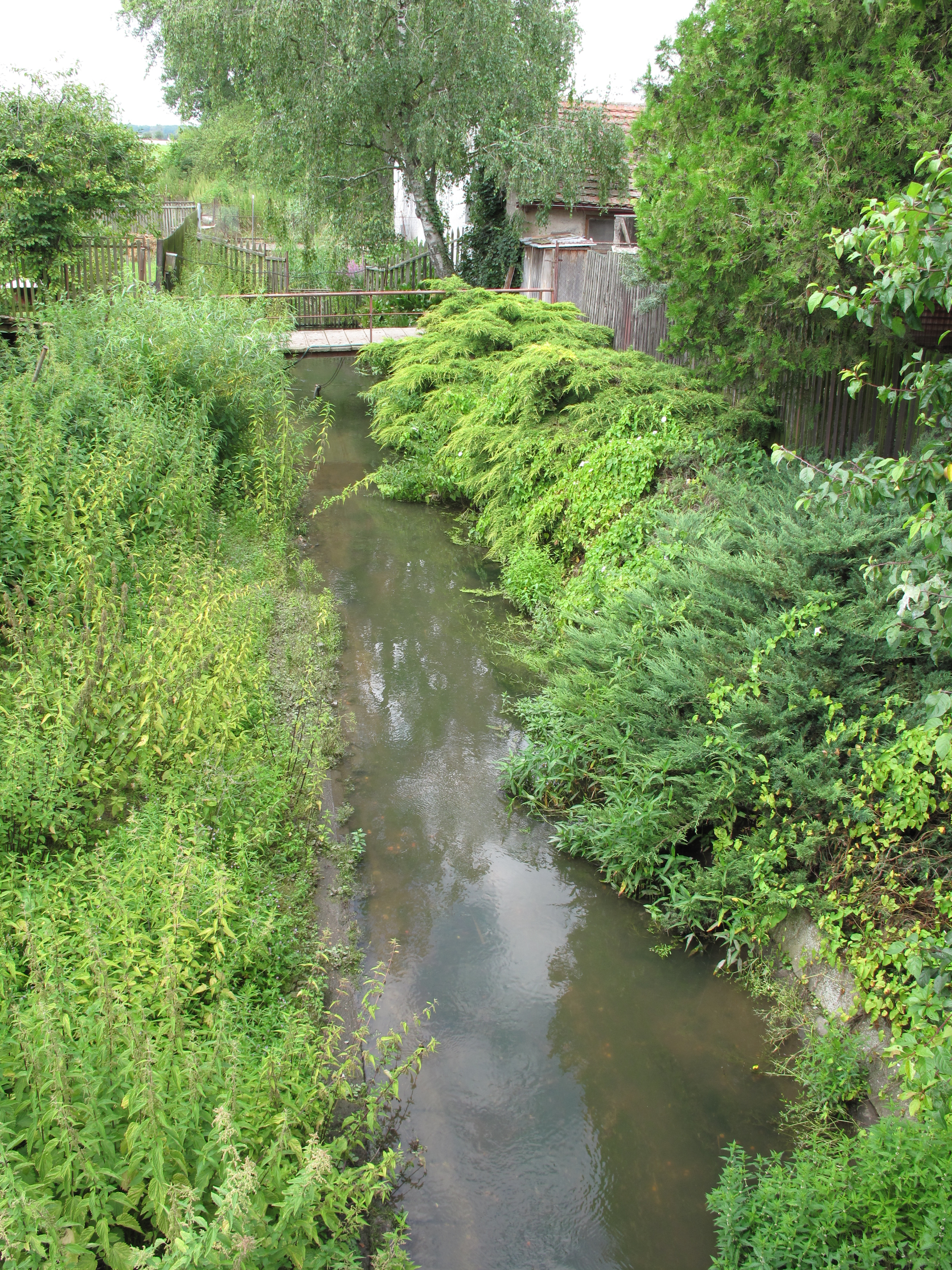
Ve Slibovicích
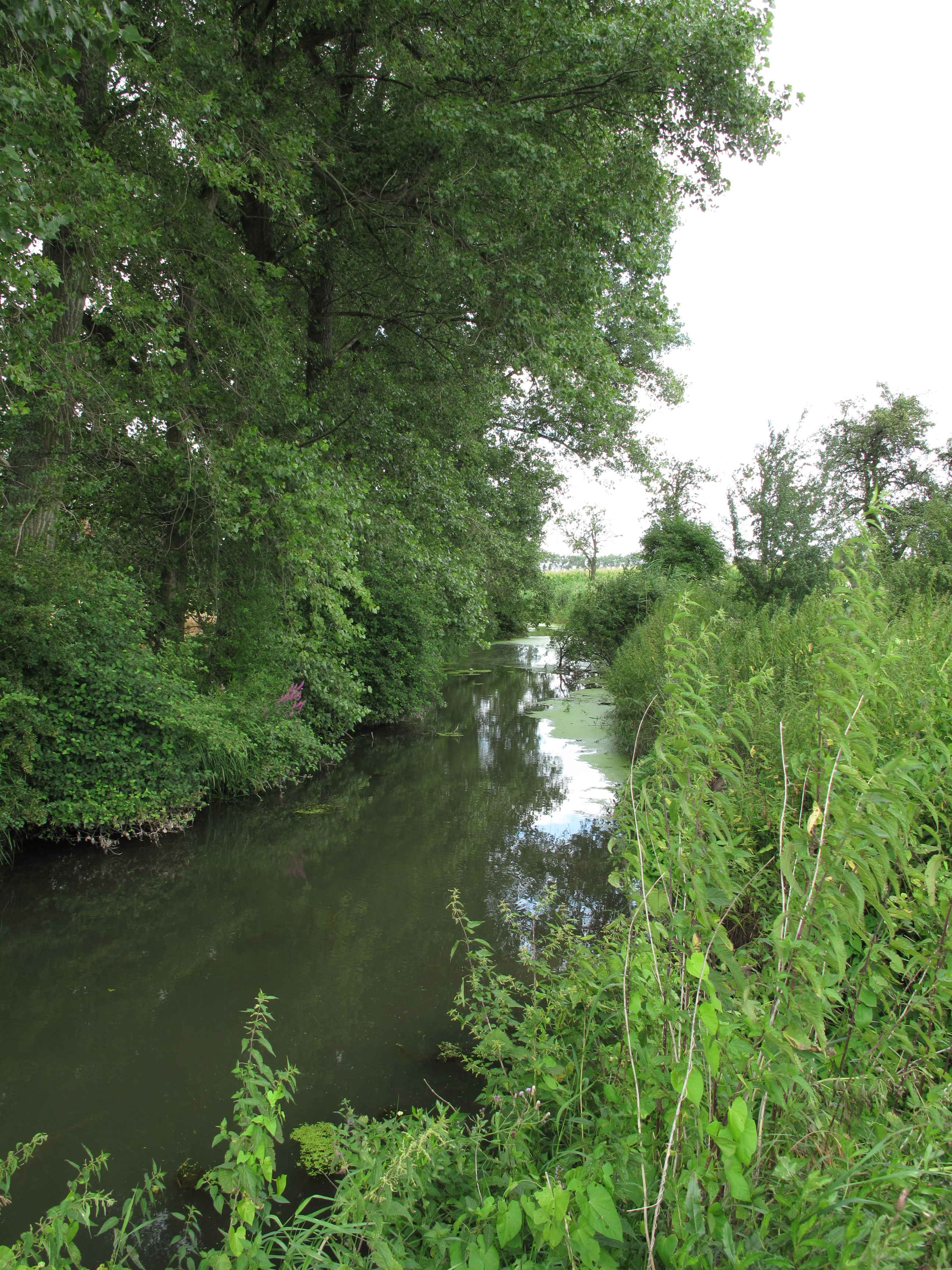
U Městce Králové
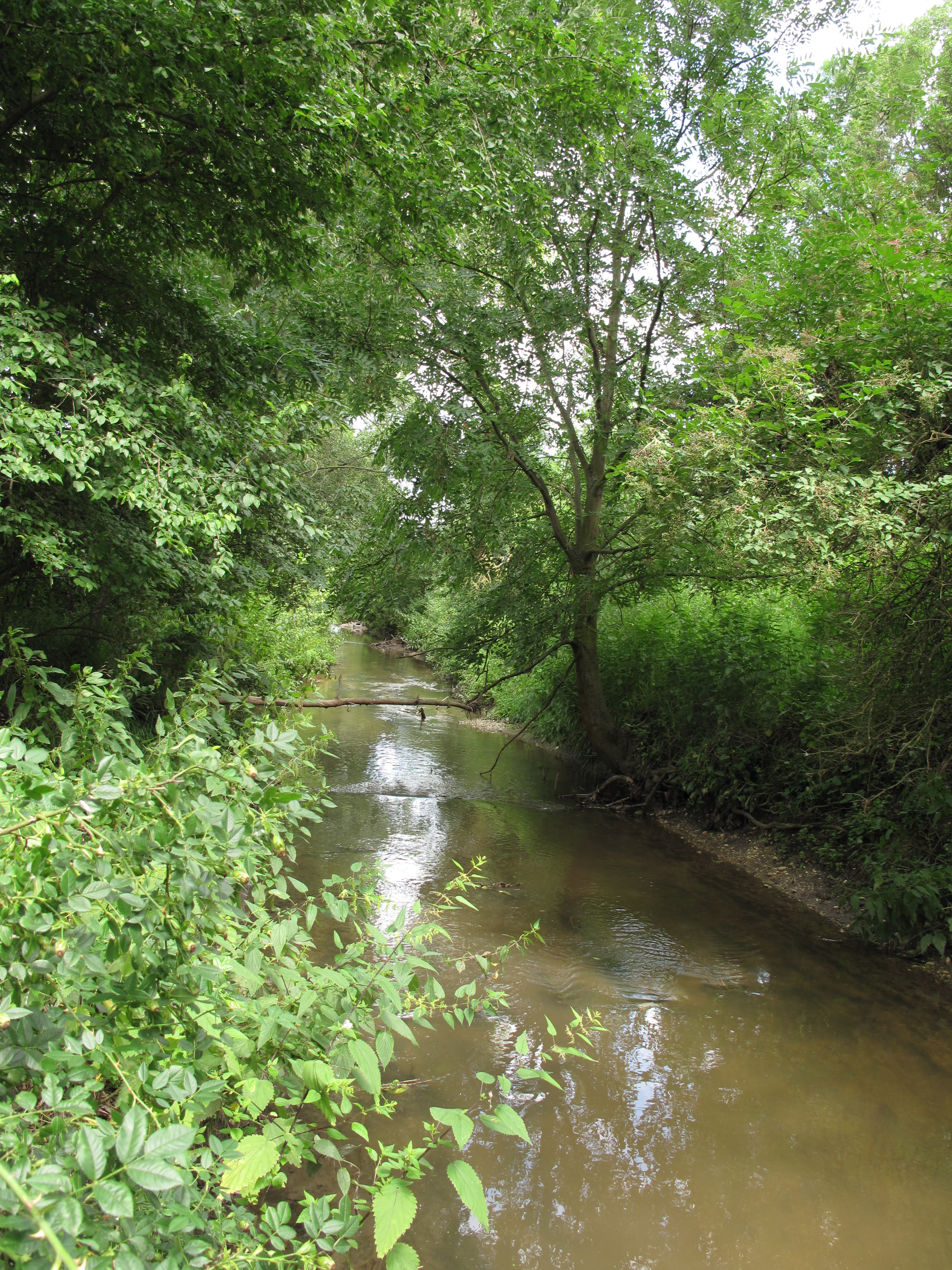
U soutoku s Jeptiškou
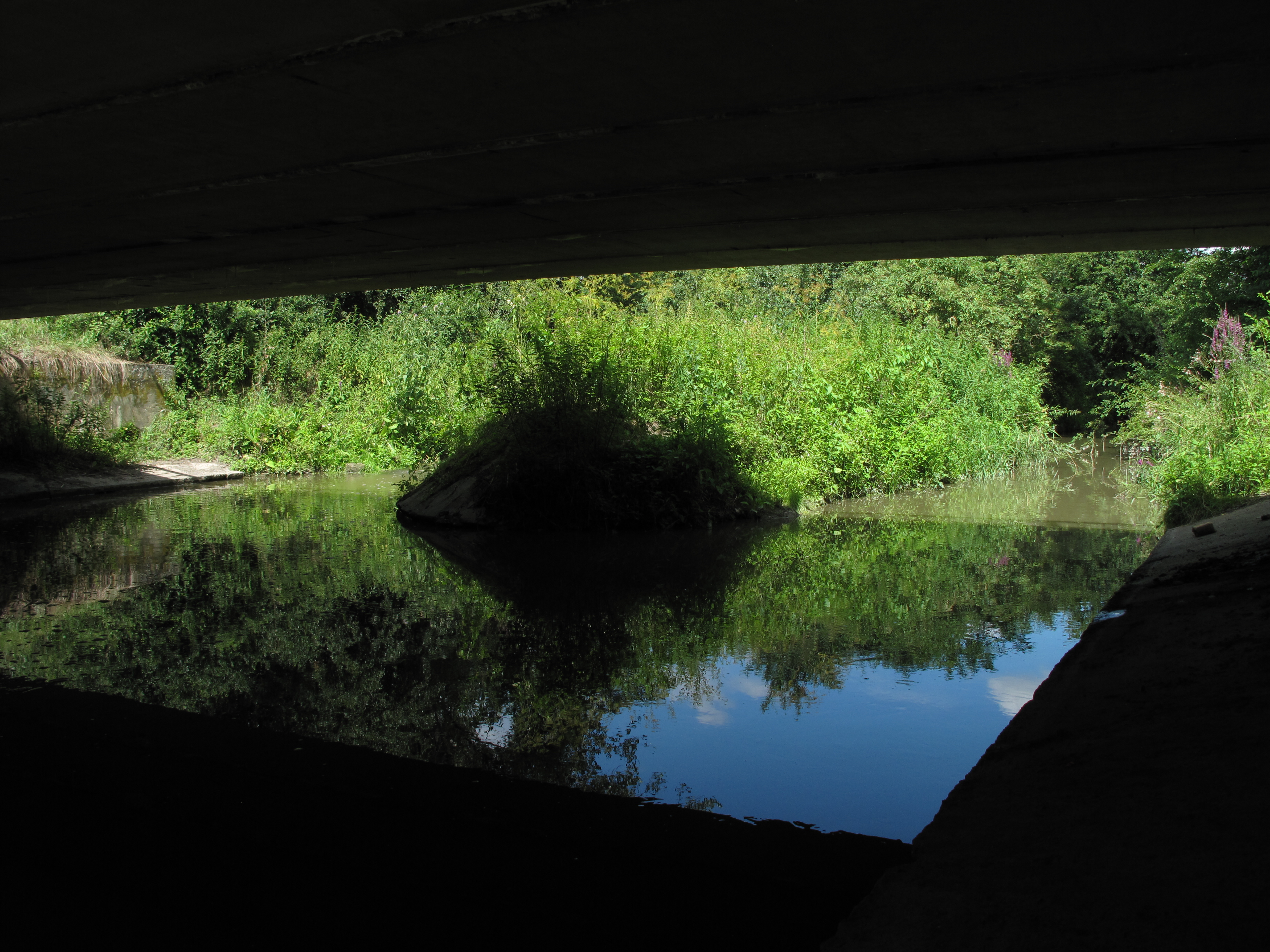
Soutok se Smíchovským potokem
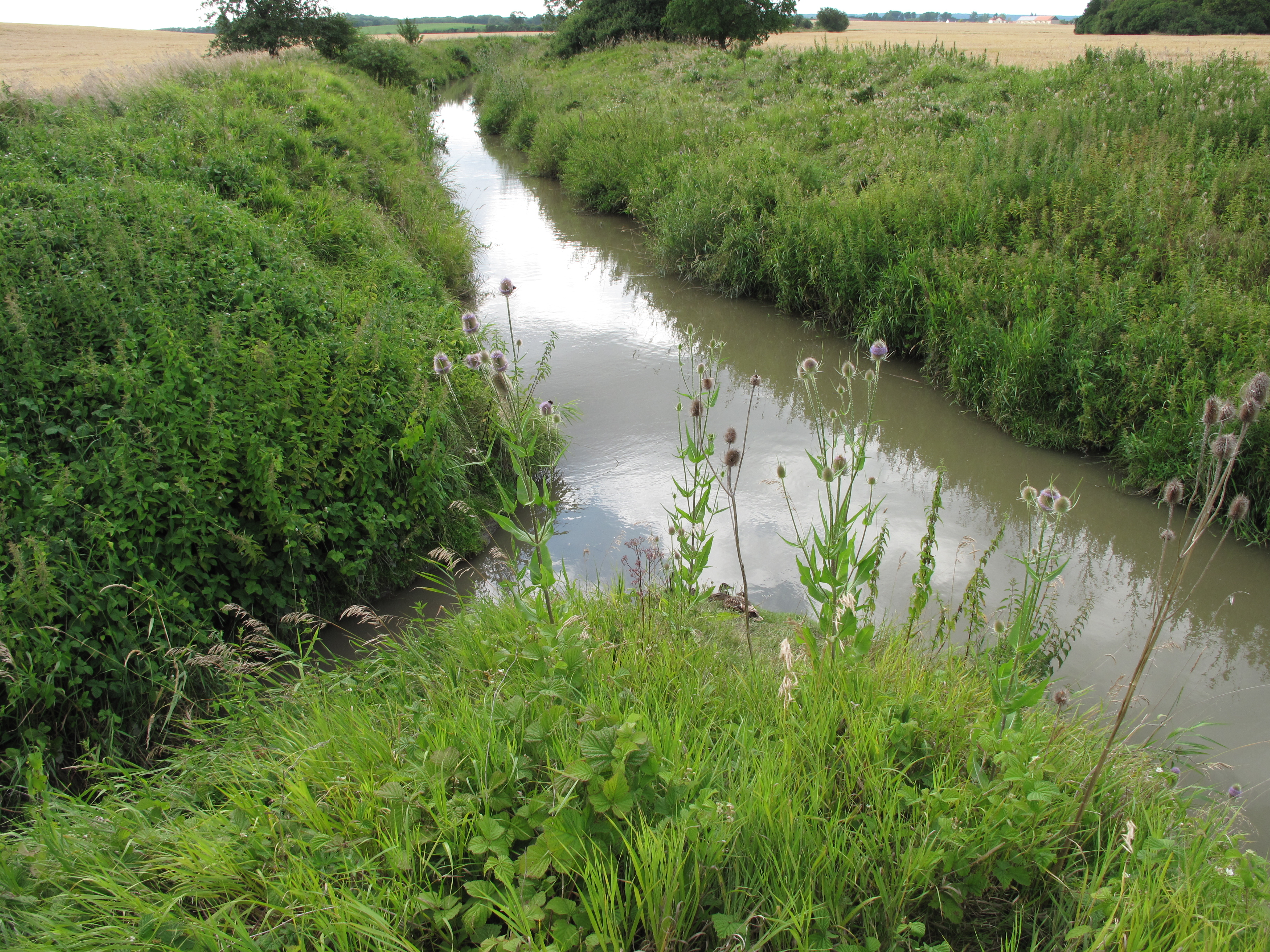
Soutok s pivovarským potokem